# Slikwolfspin
De Slikwolfspin (Pardosa agrestis) is een spinnensoort in de taxonomische indeling van de wolfspinnen (Lycosidae).
Het dier behoort tot het geslacht Pardosa. De wetenschappelijke naam van de soort werd voor het eerst geldig gepubliceerd in 1861 door Johan Peter Westring.